# Pegsat
Pegsat fu un satellite artificiale lanciato dalla NASA con il supporto del Dipartimento della Difesa e del DARPA Falcon Project. Pegsat, lanciato il 5 aprile 1990 da Point Arguello, è stato il primo satellite ad essere lanciato da un razzo Pegasus. Il satellite rientrò nell'atmosfera terrestre il 14 novembre 1998.

## Obiettivi della missione
La missione Pegsat aveva tre obiettivi principali. Il primo era quello di misurare parametri come temperatura, pressione, vibrazioni e carico strutturale al momento del decollo. Il secondo era il lancio di un satellite sperimentale per le comunicazioni, il satellite 90-028B. Il terzo obiettivo era quello di rilasciare due nuvole di bario per l'osservazione delle interazioni del bario foto-ionizzato con i campi magnetici ed elettrici della Terra. L'osservazione del fenomeno era stata affidata in origine al satellite CRRES, ma la missione venne riprogrammata: il satellite, invece di essere lanciato con il razzo Atlas I, fu riadattato per un lancio da uno Shuttle. L'espulsione della prima nuvola ebbe luogo il 16 aprile 1990 e la seconda avvenne il 25 aprile. Entrambi i fenomeni furono osservati con successo nel Canada centrale e negli Stati Uniti.